# Mimosybra giloloensis
Mimosybra giloloensis är en skalbaggsart som beskrevs av Stefan von Breuning 1962. Mimosybra giloloensis ingår i släktet Mimosybra och familjen långhorningar. Inga underarter finns listade i Catalogue of Life.